# Herz-Jesu-Feuer

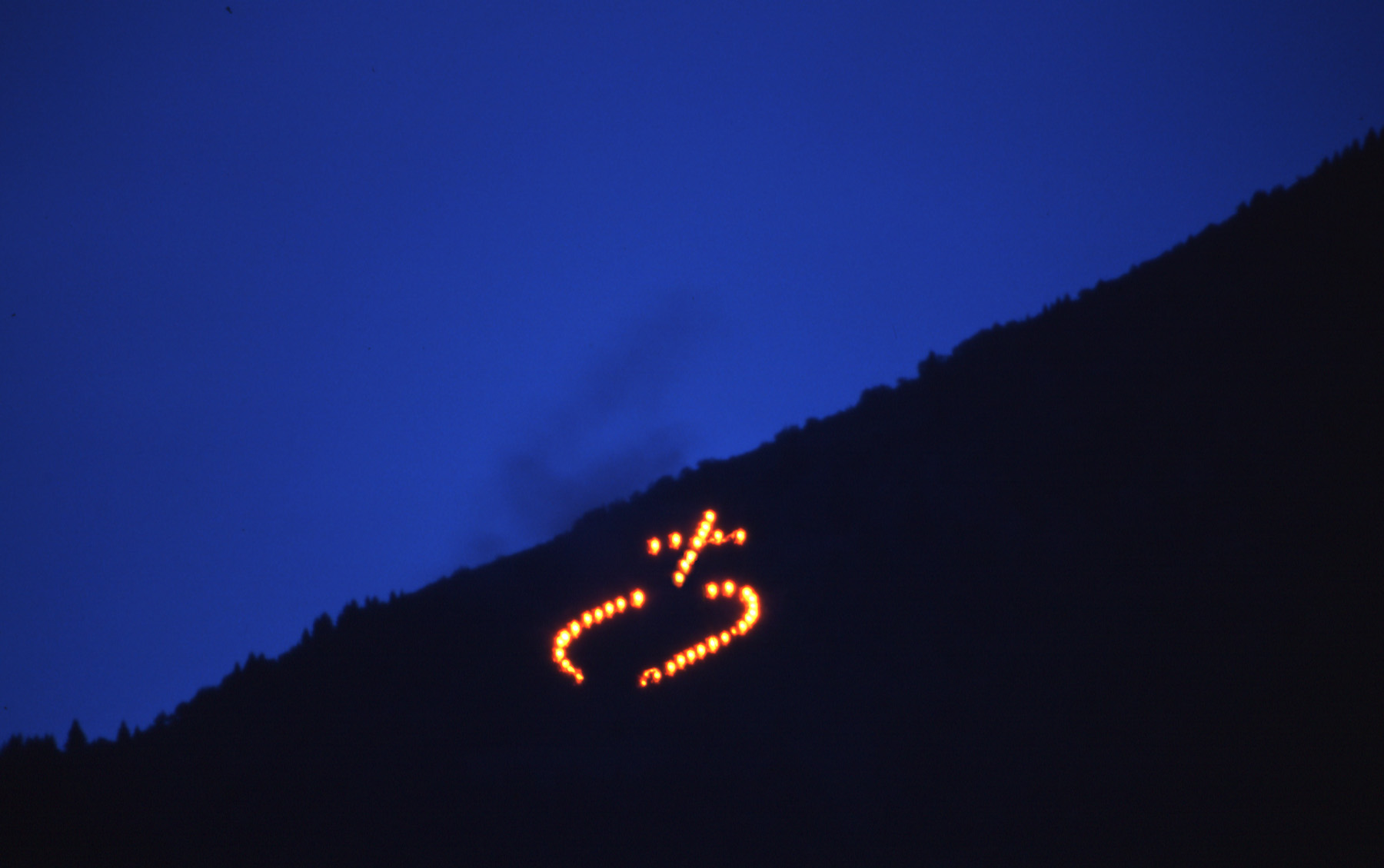
A tüzek az Ifinger-csúcson, Dél-Tirolban

A Herz-Jesu-Feuer vagy magyar nevén Jézus Szíve-tűzek (olaszul: fuochi del Sacro Cuore di Gesù) egy olyan tűzgyújtási szokás, amely a 18. században alakult ki Tirolban, és amelyet napjainkban is ápolnak a történelmi tartomány minden részében (Észak-, Kelet- és Dél-Tirolban, Trentóban, valamint három ladin községben: Colle Santa Lucia (ladinul: Col), Livinallongo del Col di Lana (ladinul: Fodom) és Cortina d’Ampezzo (ladinul: Anpezo). Ez a hagyomány a Jézus Szíve-tisztelethez kapcsolódik.
A júniusi tűzgyújtás szokása a korábbi napfordulós, illetve Szent Iván-éji tüzekből ered, melyeket az 1796-os „Jézus Szíve-fogadalom” emlékére új értelmezést kaptak.

## Történelmi háttére
1796 tavaszán a Napóleoni háború teljesen váratlanul érte Tirolt, így a térség felkészületlenül nézett szembe a közeledő konfliktussal. Tirol addig érintetlen maradt, amíg a német-római császár a franciák ellen harcolt Belgiumban és Észak-Itáliában. A tiroliak ugyanis egy különleges kiváltsággal éltek: I. Miksa császár a 16. században a „Landlibell” nevű rendeletben rögzítette, hogy nem kötelesek sem külföldi háborúkban részt venni, sem azokat pénzügyileg támogatni. Cserébe azonban saját tartományuk védelméről nekik kellett gondoskodniuk.

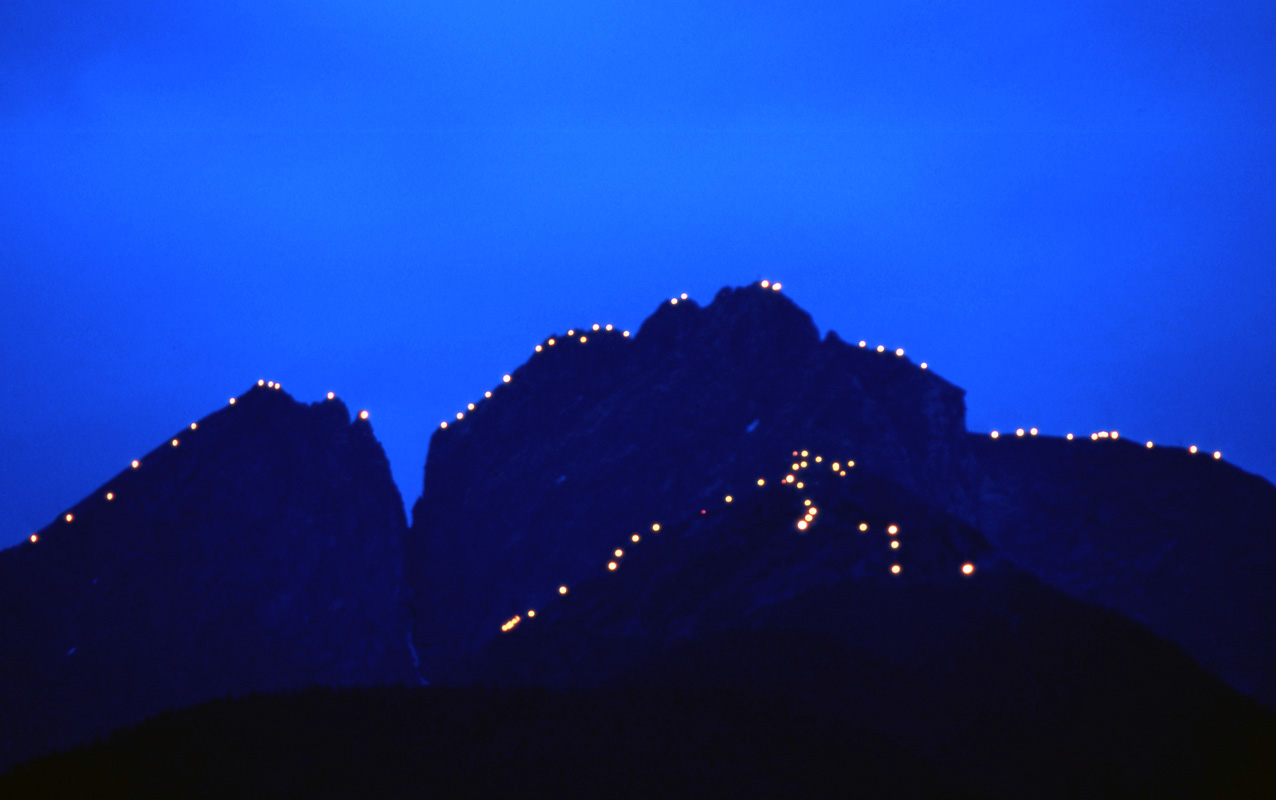
A tüzek az Ifinger gerincén, Dél-Tirolban

Ez a rendelkezés azonban mindig is kellemetlenséget jelentett a bécsi kormányzat számára, ezért II. József császár elhanyagolta mind a lakosság évenkénti gyakorlatait, mind a nép felfegyverzését. 1796 áprilisában Tirolt hadikészültségbe helyezték. Ez azt jelentette, hogy minden fegyverfogásra alkalmas férfit katonai kiképzésben kellett részesíteni. Már három héttel később egy 7000 fős sereg vonult a déli határok védelmére. Ugyanabban az évben, május 30. és július 1. között a tiroli tartományi gyűlés 24 tagú szűkebb bizottsága Bozenben ülésezett, hogy megvitassák a kialakult helyzetet.
Ekkor vetette fel Anton Paufler, Wildermieming plébánosa azt az ötletet, amelyet Sebastian Stöckl, a stamsi apát is támogatott, majd a tartományi gyűlés elé terjesztett: hogy Tirolt ajánlják fel Jézus Legszentebb Szívének, isteni oltalmat kérve a fenyegető veszedelem idején. A javaslatot a bizottság egyhangúlag elfogadta. Különös hangsúlyt fektettek arra, hogy az ünnepélyes fogadalom az egész tartományra kiterjedjen, így erősítve az összetartozás érzését.
Ennek következményeként a Népfelkelés korábban soha nem tapasztalt számú önkéntest tapasztalt. Miután a tiroli csapatok váratlan győzelmet arattak a franciák felett, a Jézus Szíve-vasárnapot hivatalosan is kiemelt egyházi ünneppé nyilvánították.

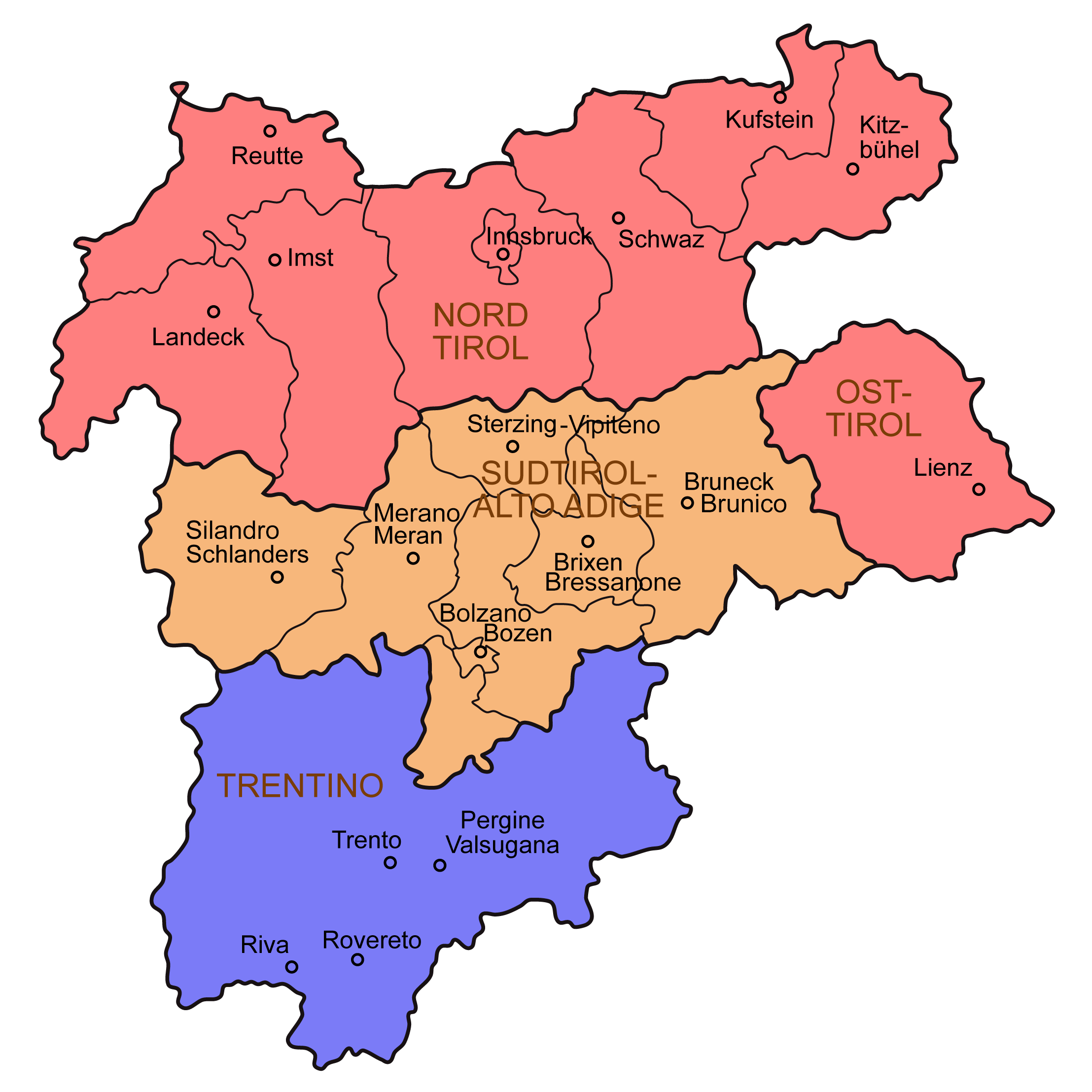
A történelmi Tirol térképe

## Kapcsolat a Jézus Szíve-tüzekkel
Akkoriban nem állt sok kommunikációs lehetőség rendelkezésre a távolabb élő honfitársakkal való kapcsolattartáshoz. Éppen ezért bizonyos hegycsúcsokon jelzőtüzeket gyújtottak, hogy mozgósítsák a népfelkelőket. Ezeknek a hegyi tüzeknek azonban volt egyfajta transzcendens, „égi” jelentésük is, ezért a Jézus Szíve-ünnep méltó megünneplése alkalmával is meggyújtották őket. Ennek következtében a Jézus Szíve-tüzek fokozatosan háttérbe szorították az addig szokásos nyári napfordulós tüzeket.

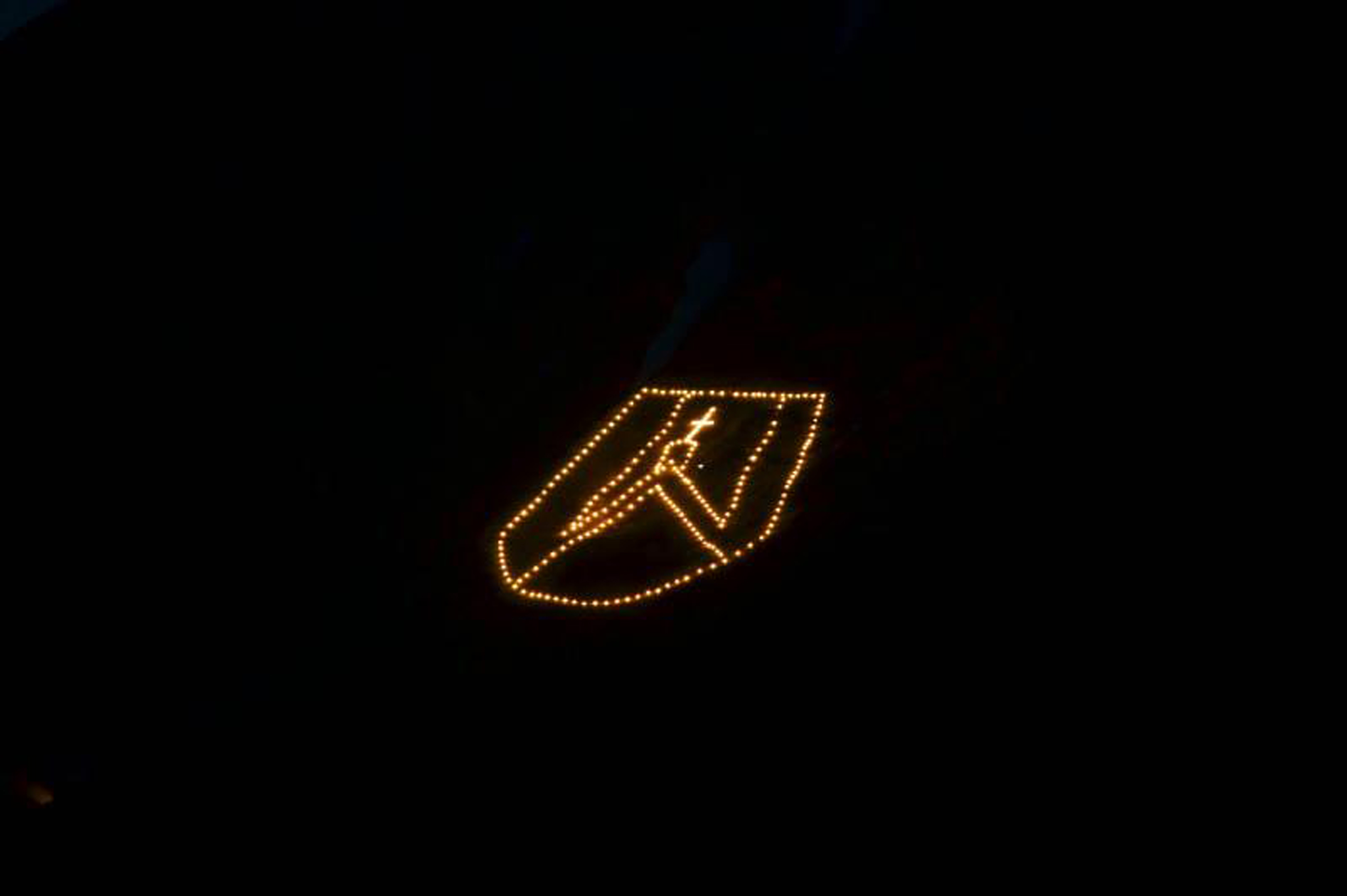
A tüzek az Achensee-i Achenkirch címerével (Karwendel-hegység)

## Manapság
A hagyományt napjainkban is ápolják, és Tirol Jézus Szívével való regionális egyesülést minden évben megújítják. A tüzeket gyakran szív, kereszt vagy Krisztus jelképeinek (például „INRI” vagy „IHS”) formájában rakják ki. A máglyákat a Jézus Szíve-ünnepet követő szombaton vagy vasárnap gyújtják meg, mivel Tirolban ezt az ünnepet nem a hivatalos pénteki napon, hanem az azt követő vasárnapon tartják.
Az 1848-as vallásos kezdeményezésből (a fogadalom megújítása) mára egy olyan népszokás lett, amelyet idegenforgalmi látványosságként is hasznosítanak. A Jézus Szíve-tüzeket minden évben, pünkösd utáni harmadik szombat vagy vasárnap estéjén gyújtják meg.
Az olasz fasizmus idején tiltották, majd az 1950-es évektől kezdve a tüzek már politikai küzdelem szimbólumává is váltak az olasz állammal szemben. A németajkú lakosság jelentős része ugyanis azzal vádolta az olasz államot, hogy nem hajtja végre az ígért autonóm rendelkezéseket. Ezt a politikai jelleget különösen a „Tüzek éjszakája” (Feuernacht) eseményei emelték ki, amikor 1961. június 11. és 12. között a Dél-Tiroli Felszabadítási Bizottság (Befreiungsausschuss Südtirol) számos merényletet hajtott végre a régióban. Éjjel egy órakor Bolzanóban robbant az első pokolgép, majd a következő négy órában összesen 350 robbanás történt, amelyek hatalmas károkat okoztak, különösen az elektromos nagyfeszültségű oszlopok tucatjait semmisítették meg. Ezek a merényletek csupán a harminc évig tartó terrorista küzdelem kezdetét jelentették, amely során több ember meghalt vagy megsebesült.
A nyolcvanas évek Jézus Szíve egy éjszakáján borzalmas vandalizmus történt, egy fehér hegycsúcson álló keresztnél, amelyet négy korán elhunyt fiatal emlékére állítottak. Ezt a keresztet öt olasz bolzanói állította: Fulvio Vicentini, Giorgio Farina, Leonardo Salsotto, Ardelio Turri és Bruno Zampedri. 1988-ban az „AVS Aldin” egy másik keresztet is felállított.

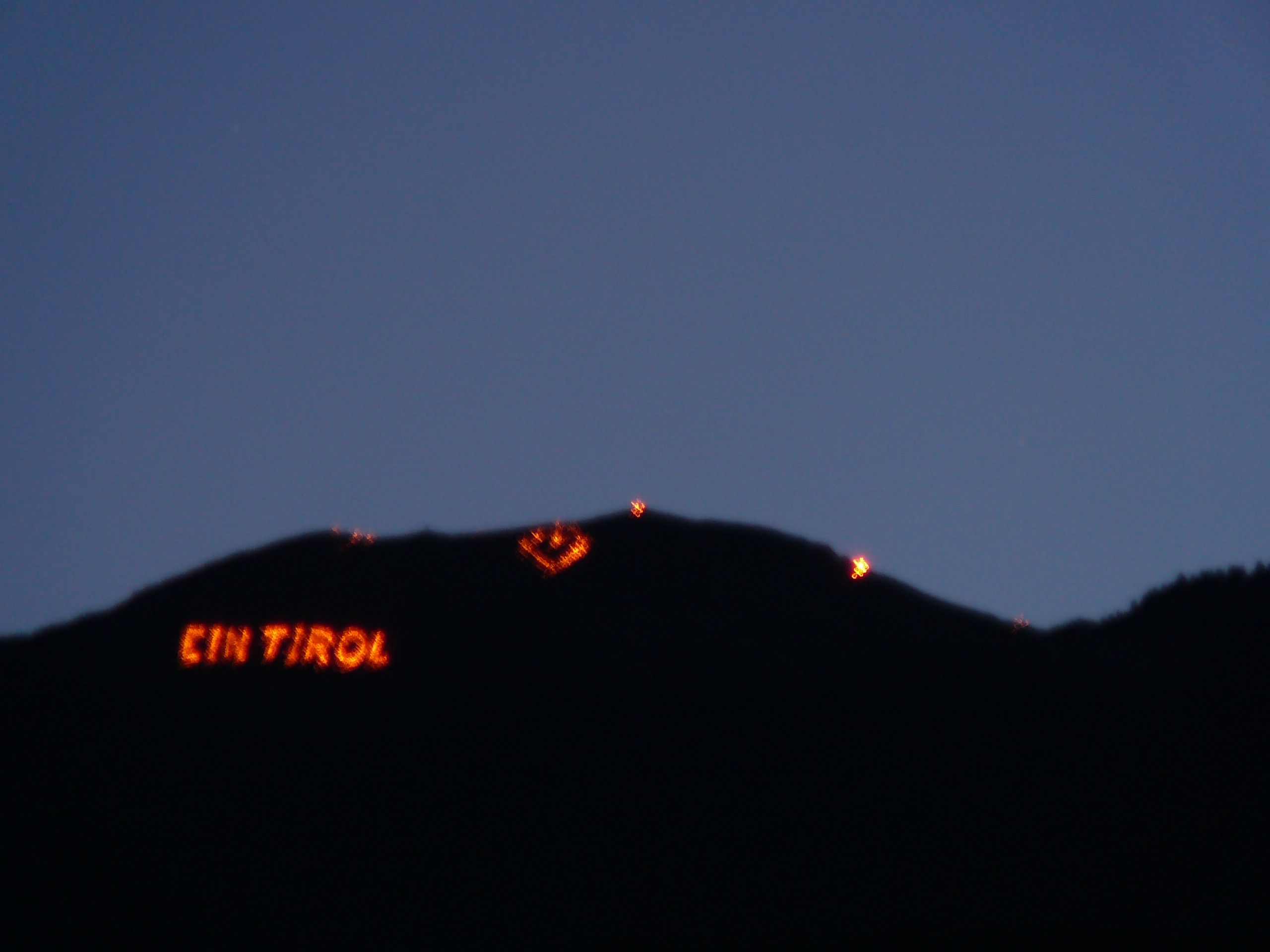
Lángok a Königsangerspitze-n, EIN TIROL felirattal

Mára azonban a Tüzek éjszakáját továbbra is néha szélsőséges, függetlenségpárti mozgalmak használják fel arra, hogy hatalmas tüzekkel olyan jelszavakat rakjanak ki, amelyek a történelmi Tirol újraegyesítését hirdetik (például „Ein Tirol”).

## Érdekesség
1920. június 13-án, a Jézus Szíve-vasárnapon az Olasz Királyság helyi katonai vezetése tévesen népfelkelés kezdetének értelmezte a tüzeket. Ennek hatására a Bolzanóban állomásozó olasz csapatokat riadókészültségbe helyezték.

## Erdőtüzek
Az elmúlt évtizedekben többször előfordultak erdőtüzek a tüzek gyújtása során. A száraz nyári időszakban, a nagy lángok könnyen továbbterjedhetnek a környező erdőkre és növényzetre. Ezért a tűzgyújtásnál fokozott elővigyázatosság szükséges, és a helyi hatóságok rendszeresen figyelemmel kísérik a tüzeket annak érdekében, hogy elkerüljék a károkat.
2018. június 9-én, szombat este csoportok fáklyákat raktak fahasábokra egy meredek hegyoldalban, Sautens felett, az Ötz-völgyben. Június 10-én, Jézus Szíve-vasárnapján a helyi tűzoltóságok, egy helikopteres támogatással, oltották el a keletkezett tüzet, amely mintegy 500 négyzetméternyi erdőtalajt érintett.
2022. június 26-án, vasárnap este egy robbanás és az azt követő terjedő tűz történt egy réten Fiss felett, a Sonnenterrasse területén.

## Galléria
- Kilátás északra Kapplból
- Kilátás északra Kapplból
- Kilátás délre Kapplból
- Kilátás keletre Tannheimből
- Kilátás keletre Nesselwängleből
- Kilátás délre Nesselwängleből

## Weboldalak
- Herz-Jesu-Sonntag - Feuer auf Südtirols Bergen auf brauchtumsseiten.de von Sara Ladurner
- Wochen-Chronik. Der Herz-Jesu-Sonntag gieng auch hier feierlich vorüber, Pusterthaler Bote Nr. 26, 30. Juni 1876, S. 101
- Aufrufe zur Herz-Jesufeier. Aufruf zur Bergbeleuchtung, Bozner Nachrichten Nr. 111, 16. Mai 1896, S. 3
- Das Herz-Jesu-Fest, Andreas Hofer Wochenblatt Nr. 25, 18. Juni 1896, S. 294–297
- Das Herz-Jesu-Fest, Andreas Hofer Wochenblatt Nr. 26, 25. Juni 1896, S. 310–316
- Bergfeuer am Herz Jesu-Fest 21. Juni, Dolomiten Nr. 72, 17. Juni 1936, S. 2
- Hermann Mang: Lodernde Bergfeuer, Dolomiten Nr. 17, 9. Juni 1945, S. 3